# روبرتينو جابريل بوجليارا
روبرتينو جابريل بوجليارا (بالإسبانية: Robertino Pugliara)‏ (21 فبراير 1984 بالأرجنتين - ) هو لاعب كرة قدم أرجنتيني في مركز الوسط. لعب مع برسيب باندونغ وبرسيبورا جايابورا وبرسيجا جاكارتا ونادي سان لورينزو وتاليريس كوردوبا وPSM Makassar ‏ وPersiba Balikpapan ‏.

## وصلات خارجية
- روبرتينو جابريل بوجليارا على موقع قاعدة بيانات كرة القدم.إي يو (الإنجليزية)
- روبرتينو جابريل بوجليارا على موقع Soccerway.com (الإنجليزية)